# جزيرة المقيطع
جزيرة المُقيطع هي إحدى الجزر الواقعة في البحر الأحمر، وتتبع منطقة تبوك شمال غرب السعودية. تبلغ مساحة الجزيرة نحو 4,4 كم2 وتبعد عن الساحل بحوالي 0,10 ميل بحري.